# Tim Blue
Pour les articles homonymes, voir Blue.
Tim Blue, né le 10 juin 1984 à Palm Beach Gardens, est un joueur américain de basket-ball. Il évolue au poste de pivot.

## Biographie
Il quitte les Sharks d'Antibes en juillet 2020.

## Palmarès
- Champion des Pays-Bas 2010
- Champion de France de Pro B 2013 avec Antibes Sharks
- Vainqueur de la Leaders Cup de Pro B 2015

### Distinctions personnelles
- Meilleur marqueur du championnat de Finlande 2012
- MVP de la finale des playoffs  2013 de pro B
- MVP de la finale des playoffs 2015 de pro B[3]
- MVP de la finale de Leaders Cup de Pro B 2015

- MVP du mois de novembre[4] de la saison régulière 2016 de Pro A avec Antibes